# San Diego Armed Services YMCA
San Diego Armed Services YMCA  es un edificio histórico ubicado en San Diego, California.  San Diego Armed Services YMCA se encuentra inscrito  en el Registro Nacional de Lugares Históricos desde el 15 de noviembre de 2007.

## Ubicación
San Diego Armed Services YMCA se encuentra dentro del condado de San Diego en las coordenadas 32°43′05″N 117°10′05″O / 32.718056, -117.168056.